# Troy Loney
Troy Ayne Loney (* 21. September 1963 in Bow Island, Alberta) ist ein ehemaliger kanadischer Eishockeyspieler, der im Verlauf seiner aktiven Karriere zwischen 1980 und 1995 unter anderem 691 Spiele für die Pittsburgh Penguins, Mighty Ducks of Anaheim, New York Islanders und New York Rangers in der National Hockey League auf der Position des linken Flügelstürmers bestritten hat. Seine größten Karriereerfolge feierte Loney, der in der Saison 1993/94 der erste Mannschaftskapitän der Franchise-Geschichte der Mighty Ducks of Anaheim war, in Diensten der Pittsburgh Penguins mit dem Gewinn des Stanley Cups in den Jahren 1991 und 1992.
Sein Sohn Ty Loney ist ebenfalls ein professioneller Eishockeyspieler.

## Karriere
Troy Loney begann seine Karriere als Eishockeyspieler bei den Lethbridge Broncos, für die er von 1980 bis 1983 in der kanadischen Juniorenliga Western Hockey League aktiv war und mit denen er in der Saison 1982/83 den President’s Cup gewann.
In der folgenden Spielzeit gab der Angreifer sein Debüt für die Pittsburgh Penguins in der National Hockey League, die ihn im NHL Entry Draft 1982 in der dritten Runde als insgesamt 52. Spieler ausgewählt hatten. In seinem Rookiejahr stand der Linksschütze insgesamt 13 Mal auf dem Eis. Nachdem er zu Beginn zwischen den Penguins und ihrem Farmteam aus der American Hockey League, den Baltimore Skipjacks, pendelte, hatte er ab der Saison 1987/88 einen Stammplatz im NHL-Team, mit dem er 1991 und 1992 jeweils den prestigeträchtigen Stanley Cup gewann.
Im NHL Expansion Draft 1993 wurde Loney von den neugegründeten Mighty Ducks of Anaheim ausgewählt, deren erster Mannschaftskapitän er wurde. In dieser Position erzielte der Kanadier in der Saison 1993/94 in 62 Spielen insgesamt 19 Scorerpunkte, darunter 13 Tore. Nach nur einem Jahr verließ er die Kalifornier bereits wieder und spielte in der aufgrund des Lockouts verkürzten Spielzeit 1994/95 nur zusammen 31 Mal für die beiden Stadtrivalen New York Islanders und New York Rangers, woraufhin er seine aktive Laufbahn beendete.

## Erfolge und Auszeichnungen
- 1983 President’s-Cup-Gewinn mit den Lethbridge Broncos
- 1991 Stanley-Cup-Gewinn mit den Pittsburgh Penguins
- 1992 Stanley-Cup-Gewinn mit den Pittsburgh Penguins

## Karrierestatistik
(Legende zur Spielerstatistik: Sp oder GP = absolvierte Spiele; T oder G = erzielte Tore; V oder A = erzielte Assists; Pkt oder Pts = erzielte Scorerpunkte; SM oder PIM = erhaltene Strafminuten; +/− = Plus/Minus-Bilanz; PP = erzielte Überzahltore; SH = erzielte Unterzahltore; GW = erzielte Siegtore; 1 Play-downs/Relegation; Kursiv: Statistik nicht vollständig)